# Long Dong Silver
Long Dong Silver, nome artístico de Daniel Arthur Mead, (Londres, 20 de abril de 1960) é um ex-ator de filmes pornográficos que apareceu em diversas produções durante as décadas de 1970 e 1980.
Silver notabilizou por possuir um pênis fora dos padrões convencionais em termos de tamanho, e pelo seu tradicional chapéu de cowboy, que ele usava durante suas performances. Alegou-se, à época, que seu pênis mediria cerca de 46 centímetros; tempos depois veio à tona o fato de que se trataria de uma prótese que ele vestia por cima de seu membro.
Seu filme de estreia foi Sex Freaks, lançado em 1979, com baixo orçamento, na qual ele contracenou com Vicki Scott. Em 1982 apareceu com a lendária atriz do gênero, Seka, em Beauty and the Beast. Após diversos filmes com o diretor Brian Carl, filmados no Reino Unido e nos Estados Unidos, Silver se aposentou em 1987, posando para revistas dirigidas ao público homossexual no fim de sua carreira. Hoje em dia vive no sudoeste da Inglaterra.
Durante os anos 90 o nome de Long Dong Silver foi mencionado durante as alegações de assédio sexual sofridas pelo juiz da Suprema Corte norte-americana, Clarence Thomas, e o ator foi relembrado por programas de televisão daquele país, como Saturday Night Live e In Living Color

## Filmes
- The Beauty and The Beast (1982)
- Blue Vanities 243 (1983, nova edição em 1995)
- Blue Vanities 53 (1988)
- Porno Bizarro (nova edição em 1995)